# Isoetes hyemalis
Isoetes hyemalis là một loài dương xỉ trong họ Isoetaceae. Loài này được D.F. Brunt. mô tả khoa học đầu tiên năm 1994.